# Gauliga Niedersachsen 1939/40
De Gauliga Niedersachsen 1939/40 was het zevende voetbalkampioenschap van de Gauliga Niedersachsen. De competitie werd opgesplitst in twee reeksen waardoor Bremer SV alsnog promoveerde. Ook fusieclub SpVgg Wilhelmshaven werd in de Gauliga opgenomen. VfL Osnabrück werd kampioen en plaatste zich voor de eindronde om de Duitse landstitel, waar de club in de groepsfase uitgeschakeld werd.

## Eindstand

### Groep Noord
| Plaats | Club                | Wed. | W | G | V | Saldo | Ptn.  |
| ------ | ------------------- | ---- | - | - | - | ----- | ----- |
| 1.     | VfL Osnabrück       | 10   | 7 | 3 | 0 | 28:14 | 17:3  |
| 2.     | SV Werder Bremen    | 10   | 5 | 1 | 4 | 17:11 | 11:9  |
| 3.     | SpVgg Wilhelmshaven | 10   | 4 | 2 | 4 | 21:17 | 10:10 |
| 4.     | ASV Blumenthal      | 10   | 3 | 2 | 5 | 25:32 | 8:12  |
| 5.     | TuSG Schinkel 04    | 10   | 3 | 1 | 6 | 17:22 | 7:13  |
| 6.     | Bremer SV 06        | 10   | 3 | 1 | 6 | 15:27 | 7:13  |

|  | Finale om de titel |
|  | Degradatie         |

### Groep Zuid
| Plaats | Club                      | Wed. | W | G | V | Saldo | Ptn. |
| ------ | ------------------------- | ---- | - | - | - | ----- | ---- |
| 1.     | Hannoverscher SV 96       | 10   | 9 | 1 | 0 | 41:14 | 19:1 |
| 2.     | SV Eintracht Braunschweig | 10   | 6 | 1 | 3 | 29:18 | 13:7 |
| 3.     | SV Arminia Hannover       | 10   | 5 | 1 | 4 | 24:23 | 11:9 |
| 4.     | SV Linden 07              | 10   | 4 | 1 | 5 | 24:28 | 9:11 |
| 5.     | SpVgg 07 Hildesheim       | 10   | 2 | 1 | 7 | 16:38 | 5:15 |
| 6.     | VfB 1904 Peine            | 10   | 1 | 1 | 8 | 12:25 | 3:17 |

### Finale
| Team 1              | Uitslag  | Team 2        |
| ------------------- | -------- | ------------- |
| Hannoverscher SV 96 | 2:3, 2:2 | VfL Osnabrück |

## Promotie-eindronde

### Groep Noord
| Plaats | Club               | Wed. | Saldo | Ptn. |
| ------ | ------------------ | ---- | ----- | ---- |
| 1.     | TuRa Gröpelingen   | 4    | 12:8  | 7:1  |
| 2.     | TSV 97 Osnabrück   | 4    | 13:9  | 4:4  |
| 3.     | Wehrmacht SV Celle | 4    | 6:14  | 1:7  |

|  | Promotie |

### Groep Zuid
| Plaats | Club                | Wed. | Saldo | Ptn. |
| ------ | ------------------- | ---- | ----- | ---- |
| 1.     | 1. SC Göttingen 05  | 3    | 13:5  | 6:0  |
| 2.     | FC Schöningen 08    | 3    | 8:11  | 2:4  |
| 3.     | SpVgg 1897 Hannover | 4    | 11:16 | 2:6  |